# Debundscha
Debundscha (anche conosciuta come Debundja o Debunsha) è un centro abitato del Camerun sudoccidentale, situato nel dipartimento di Fako (regione del Sudovest).

## Geografia
Il centro sorge nei pressi della costa del golfo di Guinea, alle falde occidentali del massiccio montuoso del monte Camerun. Questa sua posizione geografica, unitamente alla costanza dei venti proveniente dall'oceano e all'uniformità durante l'anno del clima equatoriale, rendono Debundscha uno dei luoghi più piovosi della Terra, con valori medi annui intorno ai 10.000 mm.